# Cyanolyca nana
Aphelocoma nana (Cyanolyca nana) je najmanja vrsta u porodici vrana. Njezina prosječna težina je 40 grama, a dužina od 21,5 do 23 cm. 
Ova vrsta naseljava tropska područja Srednje Amerike, točnije, endemska je vrsta u Meksiku.